# Чайка (городище)
Греко-скифское городище «Чайка» (северо-западная окраина города Евпатория, на южном берегу Большого Ялы-Майнакского озера), было основано около середины IV века до н. э. Херсонесом. Оно представляло собой укреплённое поселение и являлось одним из форпостов хоры (сельскохозяйственной территории) Херсонеса. В середине II в. до н. э. захвачено скифами и просуществовало до середины I в. н. э. Исследования проводятся с 1959 года.

## История исследования

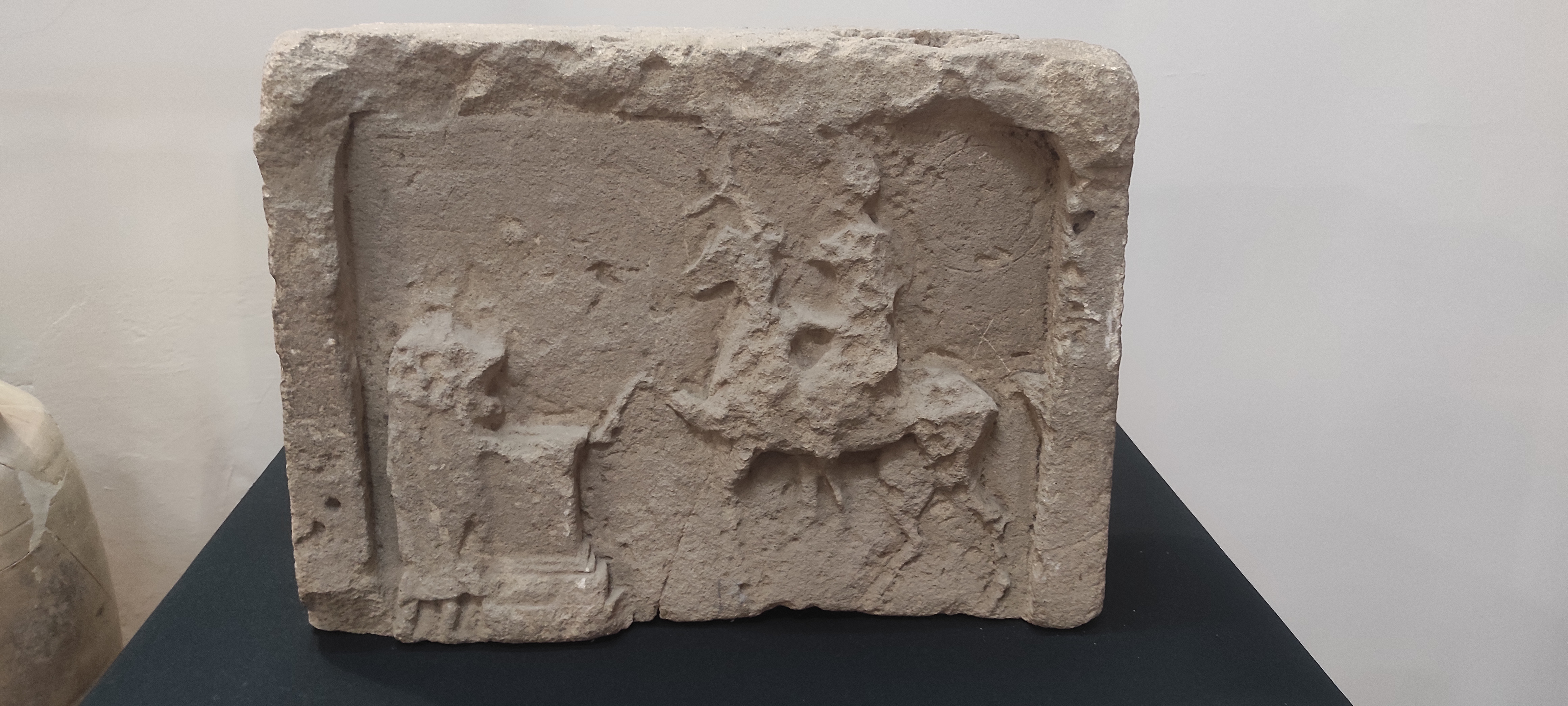
Всадник перед алтарём

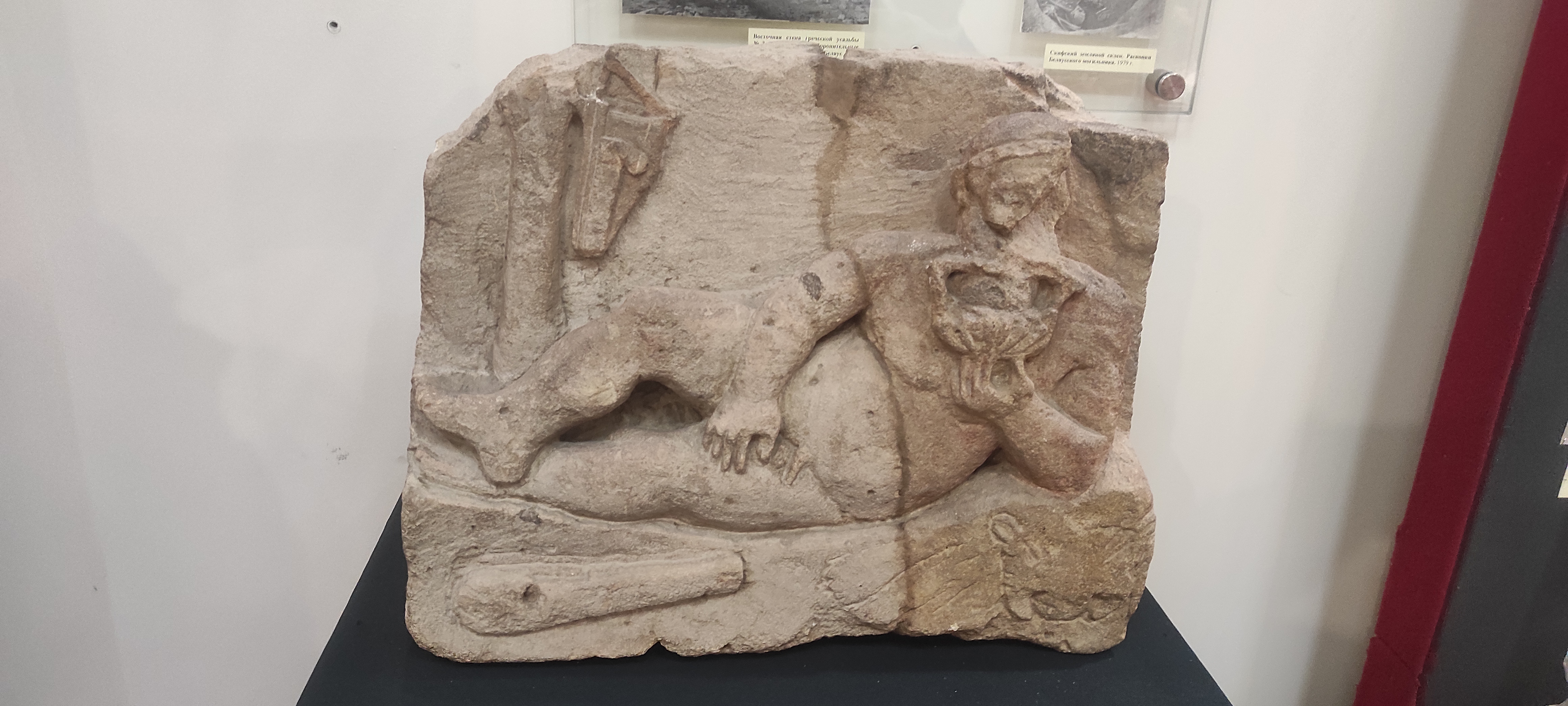
Отдыхающий Геракл

Греко-скифское городище «Чайка» было открыто в 1959 году, когда во время работы на песчаном карьере был обнаружен греческий квадр — часть Северо-Восточной башни. Раскопки на городище были начаты в 1959 году под руководством А. Н. Карасёва и И. В. Яценко и с 1963 года стали стационарными и ежегодными.
С 1967 года на городище «Чайка» работает Крымская археологическая экспедиция Исторического факультета МГУ. Её руководство с 1987 года осуществляла Е. А. Попова. С 2008 года начальником экспедиции является Т. В. Егорова.

## Описание
Местоположение: посёлок Заозёрное, 7 км юго-западнее г. Евпатория, на южном берегу Большого Ялы-Майнакского озера близ пионерского лагеря «Лучистый», аллея Дружбы, 23.
Выделяют три этапа развития городища:
1. Греческий (сер. IV — сер. II в. до н. э.)
2. Позднескифский (конец II в. до н. э. — сер. I в. н. э.)
3. Племена Салтово-Маяцкой культуры(VIII—X в. н. э.)

### Греческий этап

#### Первый период
Городище «Чайка» (названо условно) предположительно возникает в середине IV века до н. э. Являясь хорой Херсонеса, оно было построено по приказу архитекторами в типичной греческой манере. Площадь городища на первом этапе его развития составляет 5 тыс. м² (100 х 50 м). Городище огорожено оборонительными стенами из квадров с башнями по углам и дополнительной башней посередине восточной стены. Въезд в городище при этом находился в западной стене. Так же возможно наличие въезда в северное стене, позже застроенного. Внутренняя застройка городища осуществлялась из сырцового кирпича на каменном цоколе.
На раннем этапе своего развития (сер IV—III до н. э.) «Чайка» по-видимому являлась пунктом своза продуктов с равнины для дальнейшей переправки по морю в Херсонес. Это подтверждается наличием 2 рядов подвальных помещений — складов вдоль восточной оборонительной стены.

#### Второй период
В III веке до н. э. происходит сильный пожар, возможно вызванный скифскими набегами. Городище утрачивает военно-оборонительный характер, а на его территории возникают отдельные усадьбы различного хозяйственного назначения.
- Усадьба № 1 (здание III века до н. э.) — По мнению И. В. Яценко, это здание принадлежало человеку связанному с каменотёсным делом.
- Усадьба № 2 (1 — 2 четверть III века) — По-видимому была связана с виноделием: в усадьбе найдена каменная площадка с бортиками, где давили виноград, а также помещение с пифосами — греческими сосудами для вина.
- Усадьба № 3 — связана с изготовлением сырцового кирпича, склад которого найден в подвале этой усадьбы.

### Позднескифский этап
В конце II века до н. э. греки покидают городище. На их место приходят поздние скифы.
Возникает довольно крупное поселение. Позднескифские постройки — из «рваного кирпича», без прямых углов. Главная улица была вымощена камнем. На неё выходят небольшие помещения, возможно, торговые лавочки. Недалеко от городища появляется некрополь.
Не позже середины I в до н. э. скифы уходят, по неизвестным причинам (нет следов ни пожаров, ни набегов). После ухода поздних скифов жизнь замирает. В слоях III—IV века н. э. материал попадается очень редко и начинает прослеживаться отчётливо лишь в V—VII веках.

### Салтово-Маяцкий этап
VIII век в истории городища связан с Салтово-Маяцкой культурой.
Прослеживается использование характерной «ёлочки» в кладке стен. Основные находки — поливная и грубогончарная керамика с волнистой линией в качестве орнамента.

## Находки
- Рельеф — Пирующий Геракл
- Малый рельеф Геракл.
- Маленький алтарь.

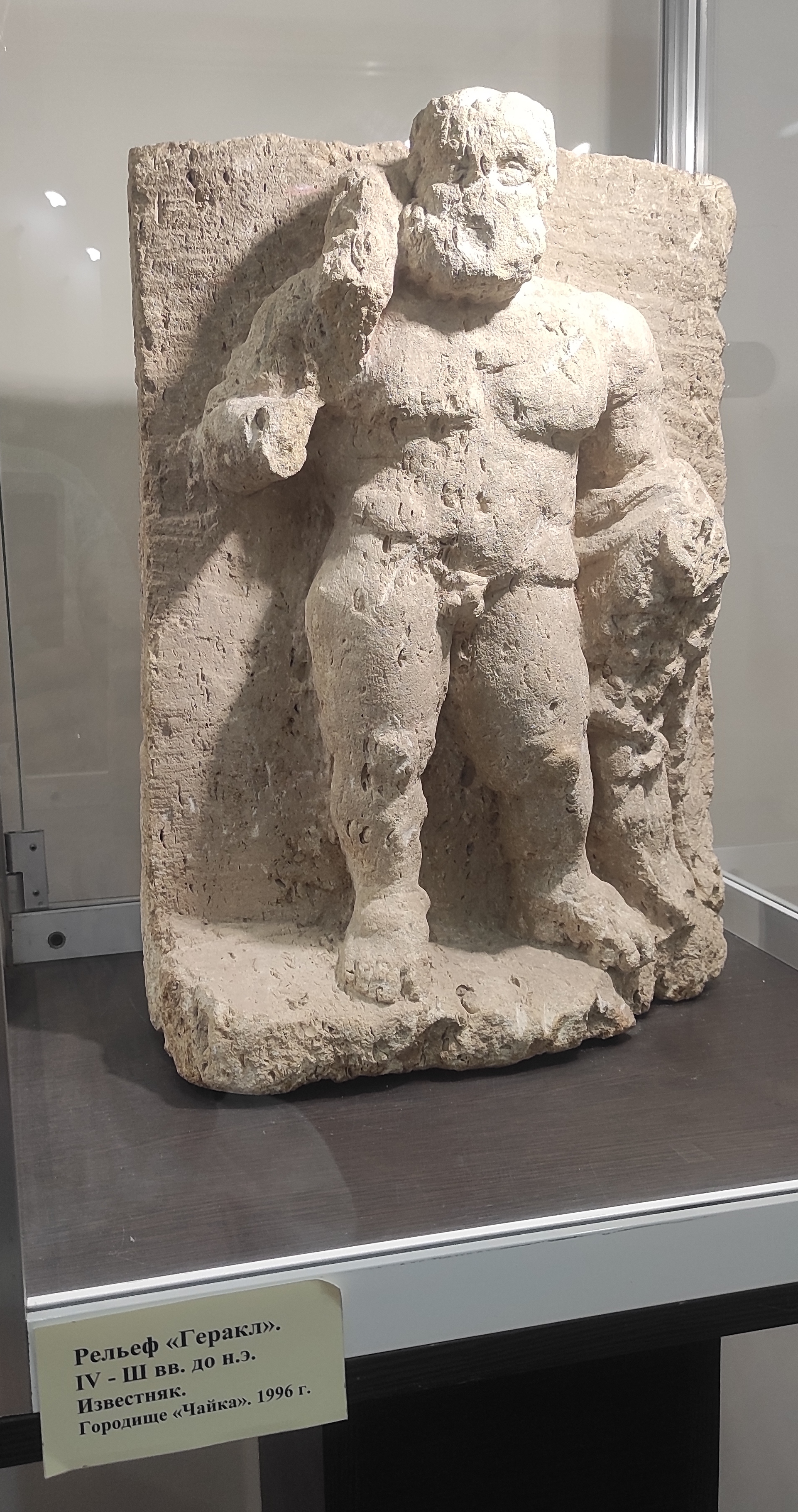
Геракл

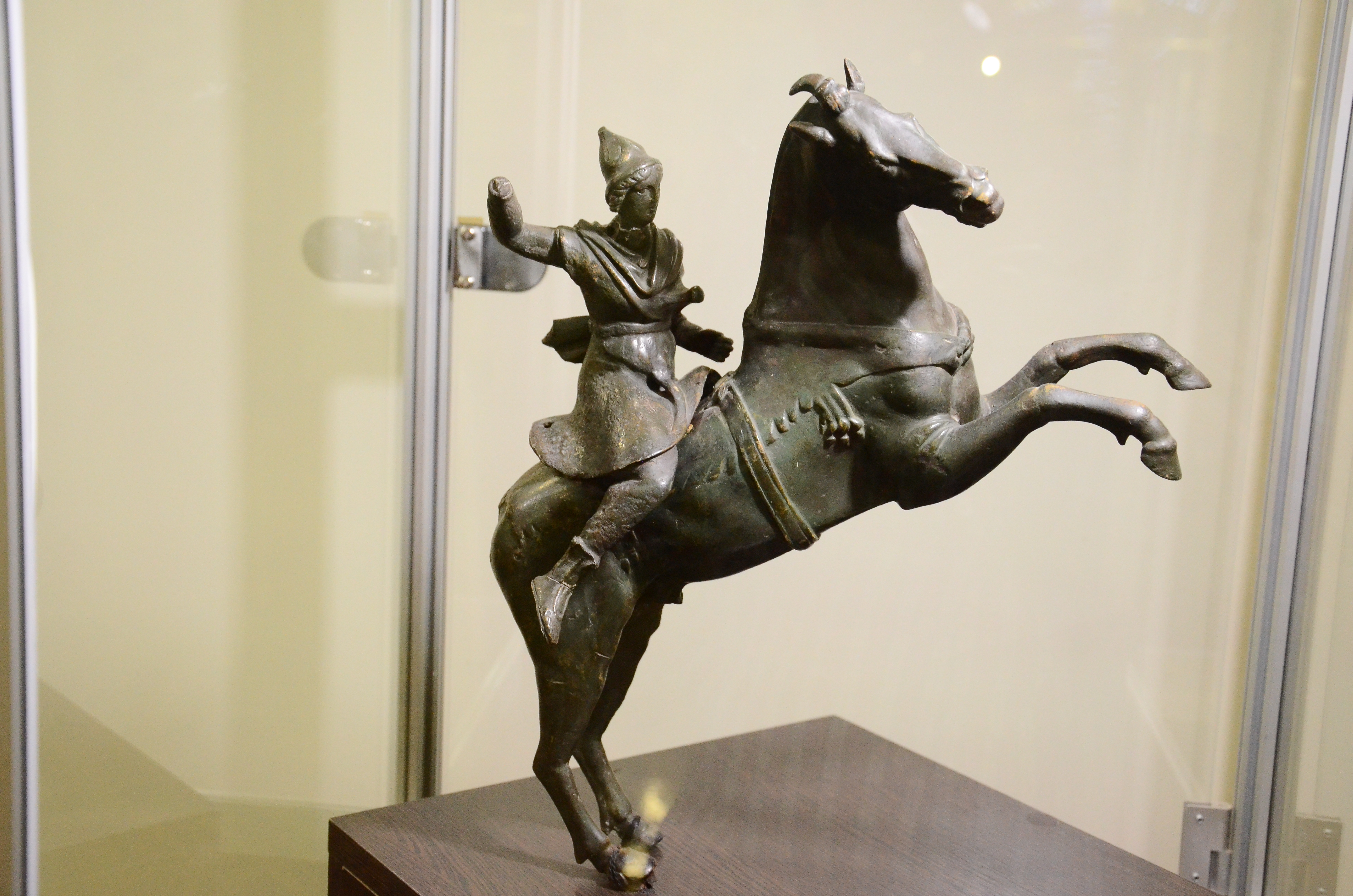
«Скачущая амазонка» работа боспорского скульптора I в. до н. э. Копия. Евпаторийский краеведческий музей

- Женская статуэтка (предположительно Деметры).
- Терракотовое изображение Афродиты
- Афродита Анадиомена
- Латунная статуэтка скачущей амазонки была найдена в 1959 году при проведении археологических раскопок в поселке Заозерное, Евпатория, первоначально атрибутировали как произведение школы Лисиппа IV век до н. э., современные исследования показали предположительно работа боспорского скульптора I в. до н. э.[4][5][6]

В числе массовых находок — многочисленная керамика. Основные находки выставлены в Евпаторийской краеведческом музее.